# Żołnierz Wielkopolski
Żołnierz Wielkopolski – czasopismo Dowództwa Okręgu Generalnego „Poznań”, a następnie Dowództwa Okręgu Korpusu Nr VII w Poznaniu i w końcu organ Wojewódzkiego Komitetu Przysposobienia Wojskowego i Wychowania Fizycznego na województwo poznańskie.
Pierwszy numer tygodnika, w cenie 3 marek, ukazał się z datą 28 listopada 1920 roku. Redaktorem odpowiedzialnym został Marian Niemierkiewicz. Redakcja mieściła się w Poznaniu na placu Działowym 1/2 (obecnie ulica Solna), w siedzibie Dowództwa Okręgu Generalnego „Poznań”. Później została przeniesiona do siedziby Komendy Miasta przy placu Wolności.
W 1922 roku pismo ukazywało się raz na dziesięć dni w nakładzie 6000 egzemplarzy. W grudniu tego roku cena jednego egzemplarza wynosiła 50 marek, a abonament kwartalny 540 mk.
4 sierpnia 1927 roku Wojewódzki Komitet Przysposobienia Wojskowego i Wychowania Fizycznego na Województwo Poznańskie, na swoim inauguracyjnym posiedzeniu, podjął uchwałę o uznaniu tygodnika za organ urzędowy tej instytucji, w którym będą umieszczane wszelkie okólniki, zarządzenia i sprawozdania Komitetu.

## Redaktorzy naczelni
- Marian Niemierkiewicz
- por. Jerzy Ciepielowski